# Стрельба в военкомате Усть-Илимска
Стрельба в военкомате Усть-Илимска произошла 26 сентября 2022 года. 25-летний местный житель Руслан Зинин ранил военкома Александра Елисеева из обреза, после чего был задержан. 19 января 2024 года Зинин был приговорён к 19 годам лишения свободы. 30 июля срок заключения был увеличен до 20 лет.

## Ход событий
Днём 26 сентября 2022 года в 12:20 по местному времени (07:30 по МСК) Руслан Зинин пришёл в военкомат, поднялся в актовый зал вместе с призванными по мобилизации.
Он подошёл к военному комиссару Александру Елисееву, сказал: «Сейчас все поедем домой» и открыл огонь из обреза в упор. По словам очевидца, ружьё у нападавшего было как в фильме «Брат 2». В этот момент Елисеев проводил инструктаж для мобилизованных, он получил 6 ранений в грудь. Больше никто не пострадал.
Затем Зинин разлил на полу актового зала горючую жидкость и поджёг помещение. Стрелявший попытался сбежать через пожарный вход, но тот был заперт. Преступник выстрелил в дверь, однако убежать не успел. Его задержали сотрудники Росгвардии.

## Нападавший
По подозрению в стрельбе был задержан житель Усть-Илимска Руслан Александрович Зинин (род. 29 июня 1997). При задержании он представился безработным. Мать Руслана Мария Зинина рассказала, что в последнее время Руслан проживал с бабушкой. Житель Усть-Илимска по имени Александр, работавший вместе с Зининым, рассказал, что Руслан был спокойным, работал на лесовозе.
Адвокат Зинина Мария Ган рассказала, что в 2014 году он был признан медкомиссией негодным к военной службе по состоянию здоровья, однако военный билет так и не смог получить. 
По словам Зинина, в марте 2022 года в ходе российского вторжения на территорию Украины погиб его 19-летний друг по имени Даниил. После того, как президент России Владимир Путин объявил о проведении мобилизации, повестку в военкомат получил двоюродный брат Зинина, 21-летний Василий Гуров.
Перед стрельбой в тот же день, 26 сентября, Зинин уже приходил в военкомат. По словам очевидца, он пытался выяснить, почему его брату пришла повестка, хотя тот не служил в армии. В ответ военком оскорбил Зинина. После этого Руслан вернулся в военкомат ещё раз уже с обрезом и открыл огонь. Оружие, из которого Зинин стрелял, не принадлежало ему.
Из открытого письма Зинина, написанного после ареста 5 октября 2022 года и опубликованного 19 ноября через его мать:
…В тот день я действительно шёл в военкомат с уверенностью, что в моих силах не допустить, чтобы мой младший брат был мобилизован по назначенной ему накануне на тот же день повестке. Я также до последнего момента был свято уверен, что не причиню никому какого-либо вреда. Я категорически против насилия с малых лет, все, кто меня близко знают, могут это подтвердить…

…Меня по сей день мучают кошмары, после увиденной мной посмертной фотографии моего школьного приятеля, 18-летнего парнишки, солдата срочной службы, призванного в ноябре 2021 года и погибшего в марте 2022, в первые дни СВО. Представив на миг, что мне когда-либо, не дай бог, придется увидеть таким своего родного человека, я понял, что не смогу жить дальше, зная, что ничего не предпринял, чтобы этого не допустить…
В октябре 2023 года внесён в реестр террористов и экстремистов. Брат Зинина после происшествия так и не был мобилизован.

## Пострадавший
Раненый в результате стрельбы Александр Владимирович Елисеев (род. 1 сентября 1964) начал службу в Вооружённых силах Российской Федерации в 1983 году.
В 2002 году окончил Академию Федеральной пограничной службы РФ. Неоднократно участвовал в выборах: в 2009, 2014, 2019 годах — депутатов городской думы, в 2013 — депутатов Законодательного собрания Иркутской области, в 2015 — мэра города Усть-Илимска (выдвинут партией "Патриоты России", набрал 712 голосов, 2,67 %, занял пятое место).
Проходил срочную службу в Краснознаменном среднеазиатском пограничном округе КГБ СССР, на границе с Афганистаном, после чего прошёл военное училище и академию, служил на должностях офицерского состава. С 2010 года возглавлял военный комиссариат Усть-Илимска.
Раненого Александра Елисеева доставили в реанимацию в крайне тяжёлом состоянии. Утром 27 сентября было решено доставить его в Иркутск. 29 сентября в Telegram-канале губернатора Иркутской области Игоря Кобзева было опубликовано видео, в котором главврач иркутской областной клинической больницы Пётр Дудин рассказал, что Елисеева вывели из медикаментозной комы, а его состояние было оценено, как тяжёлое, но стабильное. 3 ноября стало известно, что состояние Елисеева стабилизировано. 14 ноября Елисеев был выписан из больницы.

## Расследование и суд
Следственное управление Следственного комитета РФ по Иркутской области возбудило уголовное дело в отношении Руслана Зинина по статьям 317 (посягательство на жизнь сотрудника правоохранительного органа) и 222 (незаконные приобретение, передача, сбыт, хранение, перевозка, пересылка или ношение оружия, основных частей огнестрельного оружия, боеприпасов) УК РФ.
28 сентября городской суд Усть-Илимска арестовал Руслана Зинина на 2 месяца (до 26 ноября). 22 ноября арест был продлён до 26 февраля 2023 года.
21 марта Зинина, по заявлению его матери, без объяснения причины отправили в карцер с неблагоприятными условиями содержания. Также она добавила, что Руслан не получает письма, хотя из ФСИН приходят уведомления, что письма прошли цензуру и получены. Зинину при этом не было предъявлено обвинений в каких-либо нарушениях.
В июле 2023 года стало известно, что дело переквалифицировали на п. «в» ч. 2 ст. 205, ч. 1 ст. 223, ч. 1 ст. 222 УК РФ (террористический акт, незаконное изготовление оружия и незаконное приобретение, передача, сбыт, хранение, перевозка, пересылка или ношение оружия, основных частей огнестрельного оружия, боеприпасов).
10 июля уголовное дело в отношении Зинина поступило в Первый Восточный окружной военный суд в Хабаровске. 20 июля судья назначил первое заседание, которое должно было состояться 2 августа, но его отложили. Следующее заседание было назначено на 9 октября.
В октябре стало известно, что пострадавший военком подал иск с требованием от стрелявшего 3,5 миллиона рублей компенсации (2,5 за проблемы со здоровьем и 1 миллион за моральный ущерб). По словам Елисеева, из-за полученного ранения он больше не может работать, т. к. ему дали третью группу инвалидности. Также потерпевший добавил, что поджог, устроенный Зининым, мог уничтожить секретные документы, связанные с мобилизацией.
Также компенсацию от Зинина потребовал военкомат, где он совершил преступление. Заседание по рассмотрению иска состоялось 13 октября. Интересы истца представлял Дмитрий Овчинников (сменивший Елисеева военком Усть-Илимска). В суде выяснилось, что Овчинников, согласно представленной доверенности, не имеет права подписи, поэтому иск отклонили. При этом суд удовлетворил ходатайство адвоката Зинина Марины Ган о проведении строительно-технической экспертизе ущерба, нанесенного военкомату.
Прокурор просил для Зинина 16 лет лишения свободы. 19 января 2024 года Первый Восточный окружной военный суд в Хабаровске признал Руслана Зинина виновным по всем пунктам предъявленного обвинения и приговорил его к 19 годам лишения свободы, первые семь лет он должен провести в тюрьме, оставшийся срок – в колонии строгого режима. Также мужчине назначили штраф в размере 150 тысяч рублей и ограничение свободы на год. В суде фигурант жаловался на пытки со стороны силовиков.
В феврале 2024 года стало известно, что Зинин и его адвокат оспорили решение суда. Адвокат осуждённого Мария Ган рассказала, что они не согласны с квалификацией действий Руслана по ст. 205 (террористический акт). По её словам, Зинин полностью признал свою вину по ст. 222 и 223 (незаконное изготовление оружия и незаконное приобретение, передача, сбыт, хранение, перевозка, пересылка или ношение оружия, основных частей огнестрельного оружия, боеприпасов), а также добровольно выплатил раненому военкому 100 000 рублей компенсации морального вреда.
В конце мая 2024 года Зинин был этапирован из Хабаровска в Иркутское СИЗО №1. Telegram-канал Babr Mash сообщил, что Зинин также находился в карцере 48 суток: с 18 июня по 4 августа. По словам знакомых, 18 июня Зинина отправили в карцер на 10 суток за отказ перейти в другую камеру. 19 июня он объявил голодовку в знак протеста против того, что к нему не пустили мать, которая пришла к нему на  свидание. По словам друзей, за это время он сильно похудел, кожа стала жёлтой, ему поставили капельницы. Затем он получил 15 суток в карцере за нанесение себе телесных повреждений.
30 июля 2024 года апелляционный военный суд в подмосковном посёлке Власиха увеличил Зинину срок заключения до 20 лет. 22 мая 2025 года Верховный суд РФ утвердил приговор.